# Музей современного искусства «Cobra»
Музей современного искусства «КоБрА» (нидерл. Cobra Museum voor Moderne Kunst Amstelveen) — художественный музей в городе Амстердам, в Нидерландах, расположенный по адресу — Сандбергплейн 1. В постоянную экспозицию музея входят произведения современных нидерландских художников, прежде всего, членов группы «КоБрА». Музейная коллекция включает в себя картины Карела Аппеля, Гильома Корнелиса ван Беверлоо и Яна Сирхёйса. Во дворе музея находится японский сад, разбитый Шинкити Тадзири в 1995 году. Музей также организует временные выставки зарубежных художников-авангардистов.
Здание музея было спроектировано архитектором Вимом Квистом. Музей начал работу 8 ноября 1995 года, в память об основании группы «КоБрА» 8 ноября 1948 года. Каждые два года музей вручает Амстелвинскую художественную премию в 10 000 евро, которая присуждается нидерландским художникам-авангардистам. В 2009 году музей был удостоен награды со стороны Общества инвалидов Нидерландов.